# Rutherford Decker
Rutherford Losey Decker (Wellsburg, 17 mei 1904 – Liberty, 21 september 1972) was een Amerikaans politicus. In 1960 was kandidaat voor het presidentschap namens de Prohibition Party.
Rutherford L. Decker was zijn hele leven lang inwoner van de staat Missouri. Hij werd in september 1959 tijdens de Nationale Conventie van de Prohibition Party te Winona Lake, Indiana genomineerd voor het presidentschap. Voorzitter van de Prohibition Party, Earle Harold Munn, werd genomineerd als kandidaat voor het vicepresidentschap. 
Bij de presidentsverkiezingen op 8 november 1960 kreeg het duo Decker/Munn 46.203 stemmen (0,07%), goed voor de vijfde plaats. Decker en Munn deden in 11 staten mee aan de presidentsverkiezingen: Alabama, Delaware, Michigan, Californië, Massachusetts, Texas, Tennessee, New Mexico, Kansas, Indiana en Monatana.
Rutherford L. Decker was naast politicus ook baptistenpredikant.
Rutherford L. Decker overleed op 68-jarige leeftijd, in september 1972.